# 琳达·麦卡特尼
琳达·路易丝·麦卡特尼 （本姓 Eastman；曾用 See；1941年9月4日—1998年4月17日）是美国音乐家、摄影师和动物权利活动家。 她曾与披头士成员保罗·麦卡特尼结婚。琳达·麦卡特尼是一位为名人和流行音乐家拍照的专业摄影师。 她的照片于1992年出版于《琳达·麦卡特尼的六十年代：一个时代的肖像》一书中。